# Ноёри, Рёдзи
Рёдзи Ноёри (яп. 野依 良治 Ноёри Рё:дзи, ромадзи: Ryōji Noyori; род. 3 сентября 1938 года, Кобе, Япония) — японский учёный-химик, лауреат Нобелевской премии по химии за 2001 год. Он разделил половину совместно с Уильямом Ноулзом с формулировкой «за их работу над хиральными катализаторами реакций гидрирования» (англ. «for their work on chirally catalysed hydrogenation reactions»), вторая половина была отдана Барри Шарплессу «за его работу над хиральными катализаторами реакций окисления» (англ. «for his work on chirally catalysed oxidation reactions») (эпоксидирование по Шарплессу).

## Биография
Ноёри Рёдзи родился в городе пригороде Кобе. Он был первым сыном в семье Канэки и Судзуко Ноёри. Отец Ноёри был директором по научным исследованиям в химической компании, что сильно повлияло на дальнейшую жизнь Рёдзи. Вскоре после рождения Рёдзи, его семья переехала в Кобе. Рос вместе с двумя младшими братьями и сестрой.
Его знакомство с химией началось с двенадцати лет, когда он прослушал лекцию о синтезе нейлона.
В 1957 году он стал студентом Киотского университета, который был известен как самый активный университет в исследовании химии полимеров. В 1961 году Рёдзи стал бакалавром, а в 1967 — доктором наук (англ. Doctor of Engineering). В 1967 году он получил предложение стать руководителем новой химической лаборатории в Нагойском университете. В 1969 Ноёри отправился в Гарвардский университет, где работал вместе с Элайасом Джеймсом Кори, а также познакомился с такими известными учёными как Конрад Эмиль Блох и Барри Шарплесс. Вернувшись в 1970 году в Нагою, он продолжил работу над металлоорганическими катализаторами. В августе 1972 года стал профессором.
В 2001 году Рёдзи Ноёри получил Нобелевскую премию по химии.
В настоящее время преподаёт в Нагойском университете, а также является членом научного совета при Министерстве образования, культуры, спорта, науки и технологий (яп. 文部科学省 момбу-кагаку-сё:) Японии. Входит в комитет премии Голубая планета.
Член Японской и Папской АН (2002), почётный член Европейской академии наук и искусств (2001), иностранный почётный член Американской академии искусств и наук (2001), иностранный член НАН США и РАН (обеих — с 2003), Лондонского королевского общества (2005) и Китайской АН (2011).
В 2016 году подписал письмо с призывом к Greenpeace, Организации Объединённых Наций и правительствам всего мира прекратить борьбу с генетически модифицированными организмами (ГМО).
В 1972 году Ноёри женился на Хироко Осиме, дочке профессора медицины Токийского университета; у него есть двое сыновей: Эйдзи (р. 1973) и Кодзи (р. 1978).

## Научная работа
Научная работа Ноёри в основном связана с каталитическим асимметрическим синтезом. На 2001 год он написал более 400 публикаций в научных журналах и сделал более 160 патентов.

### Асимметрический синтез
Во время учёбы в Киотском университете он был руководителем группы, которая занималась физической органической химией. В 1966 году они открыли асимметрический катализ, который затем стал интересом Ноёри. Это явление было обнаружено во время реакции стирола и этилдиазоацетата в присутствии небольшого количества хирального комплекса основания Шиффа и меди(ІІ), которое приводило к оптически активным производным циклопропана, хотя и с небольшим (менее 10 %) выходом.
В Гарварде он работал над синтезом простагландинов, в частности над селективным гидрированием производного (PGF2α) с двумя двойными связями до PGF1α, который имеет одну двойную связь. В Нагое вместе с профессором Хидэмасой Такаей Рёдзи работал над стереоспецифическим синтезом с использованием BINAP (2,2'-бис(дифенилфосфино)-1,1'-бинафтил). В 1979 году был открыт комплекс BINAP с гидридом лития, который используется при промышленном синтезе простагландинов по методу Кори. В 1980 году, после 6 лет исследований была опубликована их работа по асимметрическому синтезу аминокислот с использованием BINAP.
В 1995—1996 годах были открыты новые катализаторы (комплексы рутения(ІІ) с хиральными β-аминоспиртами и производными 1,2-диаминов), которые были эффективными в реакциях асимметрического гидрирования кетонов и иминов.
Сейчас катализатор Ноёри используют в синтезе практически чистого (1R,2S,5R)-ментола.

### Другие исследования
В 1994 году он открыл интересное свойство сверхкритического диоксида углерода в качестве среды для гомогенного катализа. Таким образом гидрирование с помощью рутениевого катализатора даёт муравьиную кислоту, метилформиат и диметилформамид.
В 1996—1998 гг. Ноёри разработал практичные, экологически безопасные методы эпоксидировании олефинов и окисления спиртов водными растворами H2O2.
В 1990 году был разработан эффективный синтез твёрдых олигомеров ДНК с использованием палладийорганической химии.
В 1994 году Рёдзи открыл стереоспецифической полимеризацию фенилацетилена с помощью тетракоординированных комплексов Rh.

## Награды и признание
- 1978 — Премия Мацунага[яп.]
- 1982 — Премия газеты «Тюнити»[яп.]
- 1988 — Премия столетия
- 1989 — Toray Science and Technology Prize
- 1992 — Премия Асахи
- 1993 — Tetrahedron Prize[англ.]
- 1995 — Премия Японской академии наук
- 1997 — Премия имени Артура Коупа
- 1999 — Международная премия короля Фейсала
- 2000 — Орден Культуры
- 2001 — Премия Вольфа по химии
- 2001 — Нобелевская премия по химии
- 2001 — Roger Adams Award[нем.]
- 2009 — Большая золотая медаль имени Ломоносова
- 2010 — Золотая медаль Дерека Бартона[нем.]

В честь получения Ноёри Рёдзи Нобелевской премии в 2002 году японским Обществом синтетической органической химии было создана Премия Ноёри Рёдзи, которая спонсируется Международной корпорацией Такасаго. Её целью является признание и поощрение выдающийся вкладов в исследования асимметричного синтеза, независимо от возраста или национальности. Премия включает в себя сертификат, медальон и 10 000$. Присуждается каждый год.